# Doda di Reims
Doda (prima del 509) è stata una badessa franca, dell'Abbazia di Saint-Pierre-les-Dames di Reims, venerata come santa dalla Chiesa cattolica.

## Biografia
Flodoardo nel suo Historia ecclesiæ Remensis afferma sia nipote di Balderico, sacerdote, e di Santa Boba, tutti e due fondatori dell'abbazia di Saint-Pierre-les-Dames di Reims e figlio di un re di nome Sigeberto. Questo re, identificato da Flodoard in Sigeberto I (535 † 575), re d'Austrasia, sarebbe in realtà piuttosto Sigiberto lo Zoppo, re di Colonia. Cronologicamente sembra difficile fare di Doda una figlia di Cloderico: sarebbe piuttosto una figlia, nata tardi, di Sigeberto . 
Doda crebbe presso la zia Santa Boba e successivamente venne promessa in matrimonio ad un signore della corte di Sigoberto , ma si rifiutò. 
L'uomo provò a rapirla ma morì in seguito ad una caduta da cavallo durante quel tentativo e Doda si rifugiò nell'abbazia della zia, cui successe come badessa. Alla fine della sua vita, ottenne da un principe di nome Pipino, probabilmente il maestro di palazzo Pipino di Landen, un atto destinato a proteggere la sua comunità. 

## Culto
Il suo culto si festeggia il 24 aprile.